# Lehmisaari (ö i Södra Savolax, Nyslott, lat 61,82, long 28,22)
Lehmisaari är en ö i Finland. Den ligger i sjön Kyrsyänjärvi och i kommunen Sulkava i den ekonomiska regionen  Nyslotts ekonomiska region  och landskapet Södra Savolax, i den södra delen av landet, 250 km nordost om huvudstaden Helsingfors. Öns area är 0,1 hektar och dess största längd är 60 meter i öst-västlig riktning.